# Lithobius troglodytes
Lithobius troglodytes är en mångfotingart som beskrevs av Robert Latzel 1886. Lithobius troglodytes ingår i släktet Lithobius och familjen stenkrypare.
Artens utbredningsområde är Frankrike.

## Underarter
Arten delas in i följande underarter:
- L. t. media
- L. t. multidentata
- L. t. rupicola
- L. t. scutigeropsis
- L. t. troglodytes